# Aceroteta borealis
Aceroteta borealis är en stekelart som beskrevs av Mikhail Vasilievich Kozlov och Lubomir Masner 1977. Aceroteta borealis ingår i släktet Aceroteta och familjen gallmyggesteklar. Inga underarter finns listade i Catalogue of Life.